# كوستاس باباداكيس (كرة سلة)
كوستاس باباداكيس (باليونانية: Κωνσταντίνος Παπαδάκης)‏ مواليد 27 سبتمبر 1998 في أثينا، هو لاعب كرة سلة يوناني. بدأ مسيرته الاحترافية في سنة 2015. يلعب في الدوري اليوناني لكرة السلة كلاعب هجوم خلفي. يحمل الرقم 23. يبلغ طوله 6 قدم 3 بوصة (1.9 م). لعب مع نادي باناثينايكوس لكرة السلة في الدوري الأوروبي لكرة السلة.

## الإنجازات
- كأس اليونان لكرة السلة : 2016

## روابط خارجية
- كوستاس باباداكيس على موقع الاتحاد الدولي لكرة السلة (الإنجليزية)
- كوستاس باباداكيس على موقع كرة السلة الأوروبية.كوم (الإنجليزية)
- كوستاس باباداكيس على موقع ريلجم (الإنجليزية)
- كوستاس باباداكيس على موقع بروبوليرز (الإنجليزية)
- كوستاس باباداكيس على موقع سبورتس رفرنس (الإنجليزية)